# 綠怡居
綠怡居（英語：Botania Villa）是香港的一個私人屋苑，位於新界屯門區屯門藍地，由新鴻基地產發展，並由旗下的康業服務負責管理，於1998年落成入伙。 

## 住宅
屋苑建有9幢樓高11層的住宅，提供726個住宅單位，單位面積由500餘至1003多平方呎。

## 設施
屋苑自設私人住客會所，設施包括桑拿室、健身室、游泳池、網球場等設施。

## 事件
屋苑於1997年樓市高峰期開售，入伙後曾是負資產屋苑之一，隨着近年樓價急升，一手業主亦終於有錢賺。
2017年1月10日，一名54歲張姓女子從天台高處墮下，重傷不治。
2023年5月25日，一名66歲父親企圖以膠袋笠頭殺害先天腦病39歲女兒，其後在福亨村路一更衣室內上吊自殺。